# Obsjtina Rodopi
obsjtina Rodopi (bulgariska: Община Родопи) är en kommun i Bulgarien.   Den ligger i regionen Plovdiv, i den centrala delen av landet, 130 km sydost om huvudstaden Sofia. Antalet invånare är 30 693. Arean är 524 kvadratkilometer.
Terrängen i obsjtina Rodopi är varierad.
obsjtina Rodopi delas in i:
- Belasjtitsa
- Branipole
- Brestnik
- Brestovitsa
- Zlatitrap
- Kadievo
- Krumovo
- Markovo
- Orizari
- Părvenets
- Ustina
- Chrabrino
- Tsalapitsa
- Jagodovo

Följande samhällen finns i obsjtina Rodopi:
- Khrabrino

I omgivningarna runt obsjtina Rodopi växer i huvudsak blandskog. Runt obsjtina Rodopi är det ganska glesbefolkat, med 50 invånare per kvadratkilometer.